# Matt Johnson
Pour les articles homonymes, voir Matt Johnson (homonymie) et Johnson.
 (octobre 2021).
Certains termes anglais peu courants en français devraient être remplacés par des termes français équivalents mieux connus.
 (avril 2017).
 (avril 2017).
Matt Johnson est un musicien américain, né le 6 novembre 1970, à Houston, aux États-Unis. Il a notamment joué de la batterie et des percussions dans le groupe de Jeff Buckley.

## Biographie
Matt Johnson est né à Houston, au Texas, le 6 novembre 1970. Il a grandi dans une famille de musiciens où son père était pianiste de jazz et son frère aîné était guitariste dans le groupe Black Sabbath. À l'âge de 10 ans, Matt s'est lancé dans l'apprentissage de la batterie, délaissant ainsi le piano. En 1981, son frère et lui formaient un groupe familial qui se produisait dans des cafés ou des églises. 
Son père lui a offert sa première batterie à l'âge de 11 ans. Il a commencé par jouer du hard rock avant de se focaliser sur du Art Blakey, Thelonious Monk, Jack Dejohnette, Bob Moses et Tony Williams.
Il joue du rock 'n' roll avec des amis dans des spectacles à l'école. Matt étudie dans un lycée à vocation artistique et gagne de l'argent de poche en jouant avec quelques groupes. Il rejoint pendant un temps le groupe latino Norma Centeno avec lequel, malgré son jeune âge, il joue de la musique cubaine et portoricaine dans des boîtes de nuit.
Il déménage à New York pour y étudier les sciences politiques et économiques à l'université. Les stars du jazz Brad Mehldau et Larry Goldings étaient ses camarades de classe.
C'est avec Milt Hinton que Matt découvre des sons différents et comprend qu'il est capable de jouer du rock. Avant de rejoindre le groupe de Jeff Buckley, Matt Johnson faisait partie du groupe new-yorkais Choosy Mothers.
Il commence à jouer aux côtés de Jeff Buckley en 1993 et restera à ses côtés pendant 3 ans. 
Il rejoint le groupe Elysian Fields en 1996, dans lequel il tourne sous le nom de Dusty Snapples, et enregistre Albini. Il tourne ensuite avec Beth Orton ou encore Duncan Sheik.
Matt continue de jouer pour des groupes new-yorkais, comme Dorothy Scott. Il assure aussi la batterie avec le duo australien Angus and Julia Stone lors de leur tournée européenne.
Il est également le batteur depuis de nombreuses années de l'artiste canado-américain Rufus Wainwright.